# Beartooth Highway

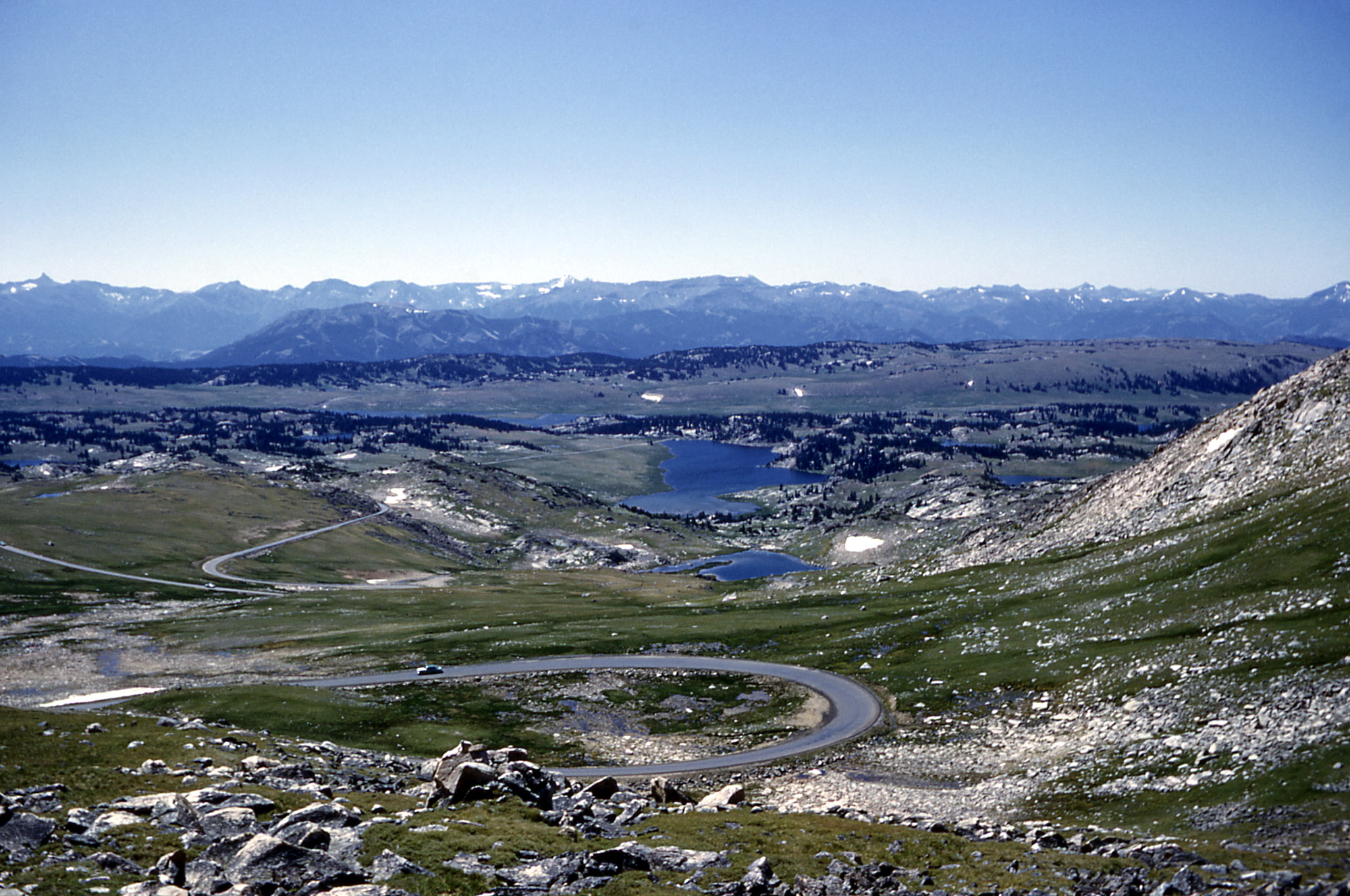
Beartooth Highway

Beartooth Highway – droga amerykańska w stanach Montana i Wyoming w Stanach Zjednoczonych. Ma długość ponad 110 km i przebiega trasą drogi krajowej nr 212 z Red Lodge w stanie Montana na wschodzie do Cooke City w stanie Montana na zachodzie. Droga położona jest na północny wschód od parku narodowego Yellowstone i przecina pasmo Beartooth Mountains. Ze względu na znaczne opady śniegu otwarta jest zazwyczaj wyłącznie w miesiącach letnich, przeciętnie od końca maja do początku września.